# خطام

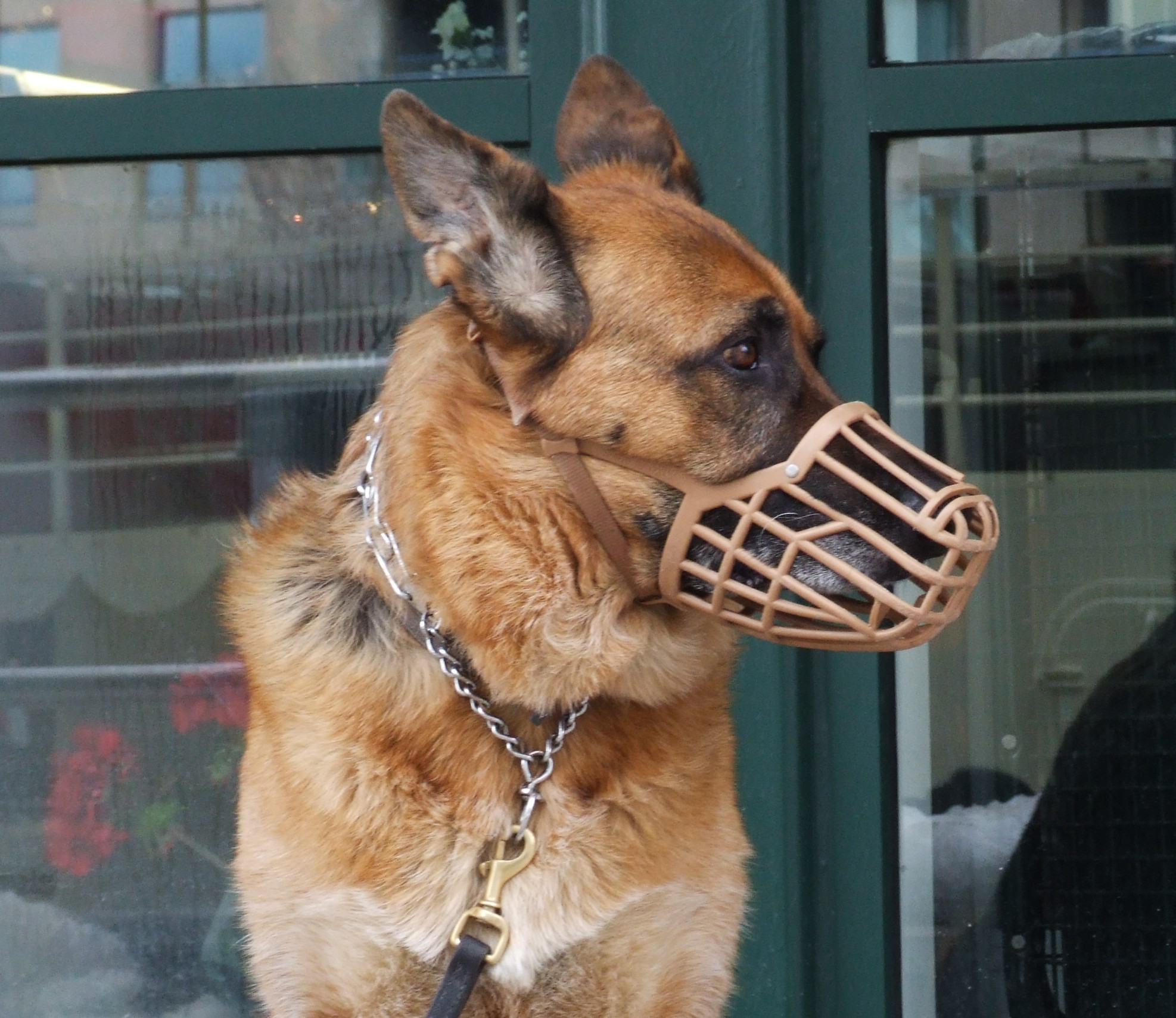
كلب الراعي الألماني موصد بخطام.

الخِطام أو الكِعام أو الكِعامة أو الكِمامة أو الفِدامة هو جهاز يوضع على خطم حيوان لمنعه من العض أو فتح فمه وما شابه ذلك مثل منعه من إصدار الأصوات المُزعجة. الكعامة مصنوعة مادة صلبة قوية ذات فتحات لتسمح للحيوانات بالتنفس، وتختلف أحجامها وأشكالها وتركيبها بحسب الحيوان.

## طالع أيضًا
- كعام
- مخلاة